# Fanny Sadowski
Fanny Sadowski (Mantova, 12 novembre 1826 – Napoli, 2 novembre 1906) è stata un'attrice teatrale e impresaria teatrale italiana.

## Biografia
Figlia di Francesco, capitano polacco al servizio dell'Austria, ed Elisa Zacchi. Per l'attività del padre, cambiò dimora in continuazione, anche se riuscì a perfezionare i suoi studi artistici a Verona. Qui inizia a recitare e cantare al teatro Tarpandi, ma nel 1841 deve lasciare la città per seguire la famiglia a Padova. Esordiente con Tommaso Salvini tra il 1843 e il 1844, interpretò Micol nel Saul con la compagnia di Gustavo Modena, ma quest'ultimo la escluse dalla formazione appena terminata la tournée. Due anni dopo, iniziò ad esibirsi al Teatro Re di Milano ed ebbe accoglienze calorose. Gustavo Modena, ricredutosi sulle sue qualità, la richiamò come prima attrice della sua compagnia e così iniziò la sua gloriosa carriera nella stagione teatrale 1844. Da questo momento, fino all'andata via dalla compagnia di Gustavo Modena, la Sadowski recita nelle più belle tragedie italiane e francesi. In seguito diventa prima attrice con Giacinto Battaglia nella Compagnia Lombarda diretta da Bellotti-Bon. Acclamatissima dal pubblico e lodata dai suoi contemporanei, è stata l'attrice italiana più famosa e influente dell'Ottocento. In seguito, passa dalla compagnia Battaglia a quella di Coltellini.
Dal 1857, con la sua compagnia formatasi nel 1854, si stabilisce definitivamente a Napoli e, come prima donna e direttrice, si alterna tra il Teatro Fondo e il Teatro de' Fiorentini.
Nel 1860 si ritrova nuovamente con Tommaso Salvini nella Compagnia Reale dei Fiorentini di Napoli.
Capocomica, dal 1870 lavorò come impresaria teatrale. La sua prima stagione teatrale come impresario teatrale, oltre che come protagonista, avvenne al Real Teatro del Fondo di Napoli nel Prospetto d'Appalto per numero trecento di recite dall'11 febbraio 1869 a tutto l'ultimo di Carnevale 1870. La compagnia teatrale fu la seguente: Fanny Sadowski, Elvira Pasquali, Emilia Privato, Graziosa Majeroni, Enrichetta D'Ippolito, Amelia Tollo, Adelaide Falconi, Adelaide Bollini Ascani, Enrichetta Checchi, Amalia Checchi, Anna Sabatini, Cristina Ritonnaro, Achille Majeroni, Guglielmo Privato, Filippo Parducci, Luigi Checchi, Antonio Bollini, Giuseppe Strini, Vincenzo Ritonnaro, Napoleone Majeroni, Enrico Sabatini, Carlo Romagnoli, Luigi Tollo, Antonio Cavallini, Giovanni Sabatini, Pietro Falconi, Antonio Salsilli, Federico Neigre, Achille De Martino, Nunzio Di Luggo, Igino Lapegna, Salvatore Gambardella. Il debutto avvenne con il dramma di G. D'Agnillo La duchessa di Bracciano. La stagione teatrale ebbe molto successo. Furono rappresentate, tra l'altro, i drammi: Lo spiritismo, Gioacchino Murat, Il marito in città e la moglie in campagna, Serafina la devota, La duchessa di Bracciano, Griselda, Un sospetto, Il pessimista, I diseredati, Il comicomane, Miss Multon, Narciso Parrucchiere, Un marito nel cotone, Ginevra di Monreale, Oreste, Il romanzo di un ombrello, La più semplice donna vale due uomini, Artista, Fra donna e marito non mettere un dito, Le amiche, Il creduto diplomatico, Le lionesse povere, Masnadieri, Per mia madre cieca, Il campanello, I due sordi, Le baruffe chiozzotte, Il marchese Arpagone, Il vicino Bagnolet.
Sua figlia, Maria Mottola, si unì in matrimonio con l'autore-compositore Raffaele Segrè.